# Tetraonyx fulva
Tetraonyx fulva är en skalbaggsart som beskrevs av Leconte 1853. Tetraonyx fulva ingår i släktet Tetraonyx och familjen oljebaggar. Inga underarter finns listade i Catalogue of Life.